# Tertek (Pare)
Tertek is een bestuurslaag in het regentschap Kediri van de provincie Oost-Java, Indonesië. Tertek telt 12.742 inwoners (volkstelling 2010).